# Геллар, Сара Мишель

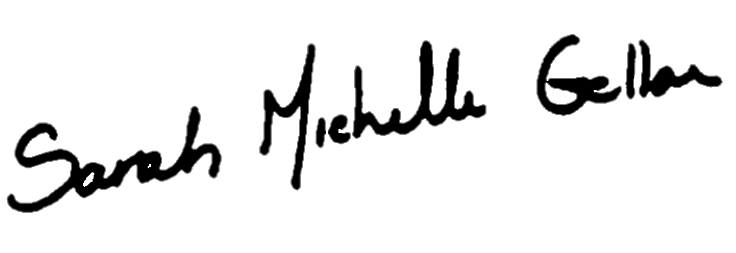
Автограф

Са́ра Мише́ль Принц (англ. Sarah Michelle Prinze, урождённая Ге́ллар (англ. Gellar); род. 14 апреля 1977, Нью-Йорк, Нью-Йорк) — американская актриса и телевизионный продюсер, известная в первую очередь по роли Баффи Саммерс в телесериале «Баффи — истребительница вампиров» и Дафны Блейк в фильмах «Скуби-Ду».

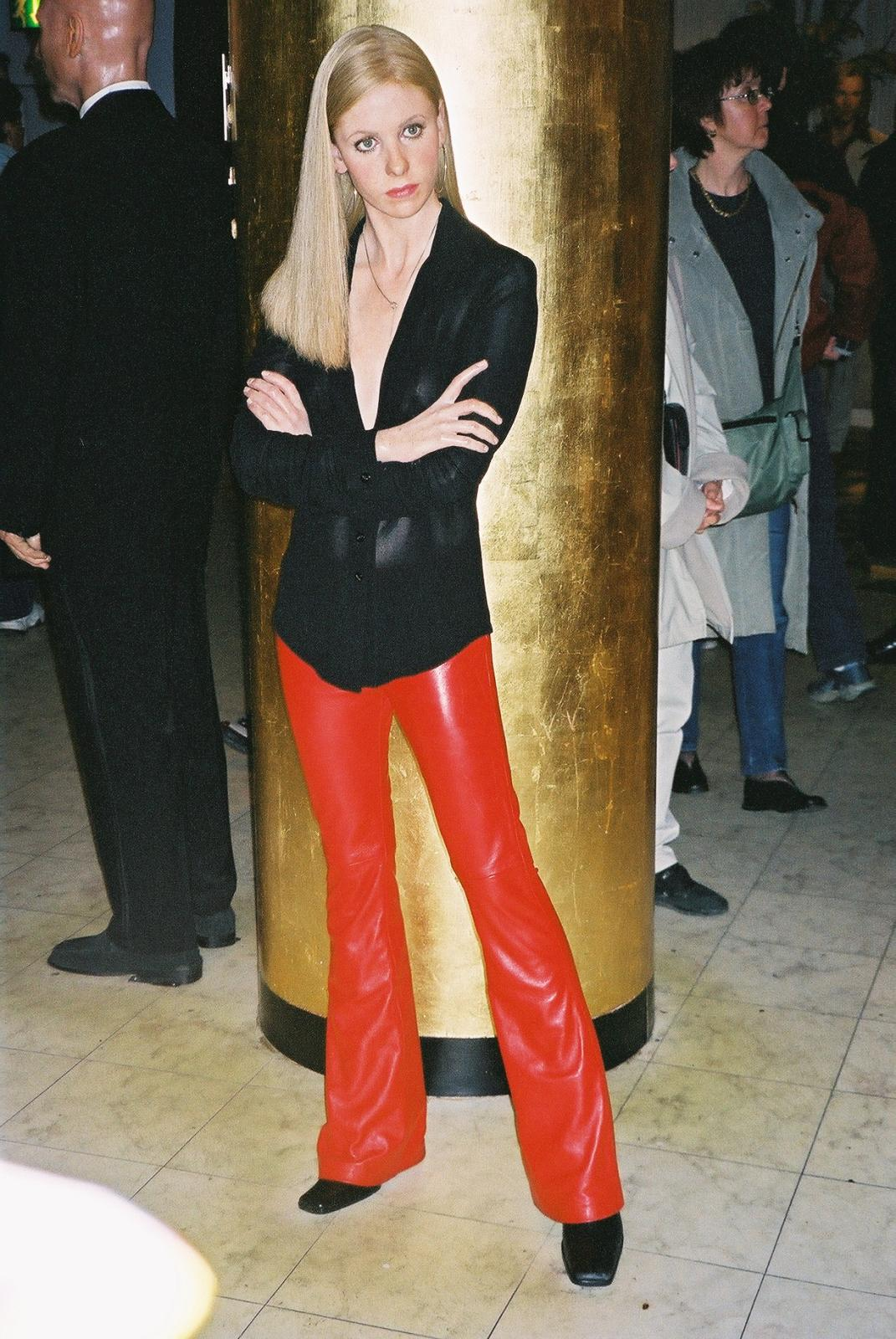
Восковая статуя Сары Мишель Геллар в образе Баффи Саммерс в Музее мадам Тюссо

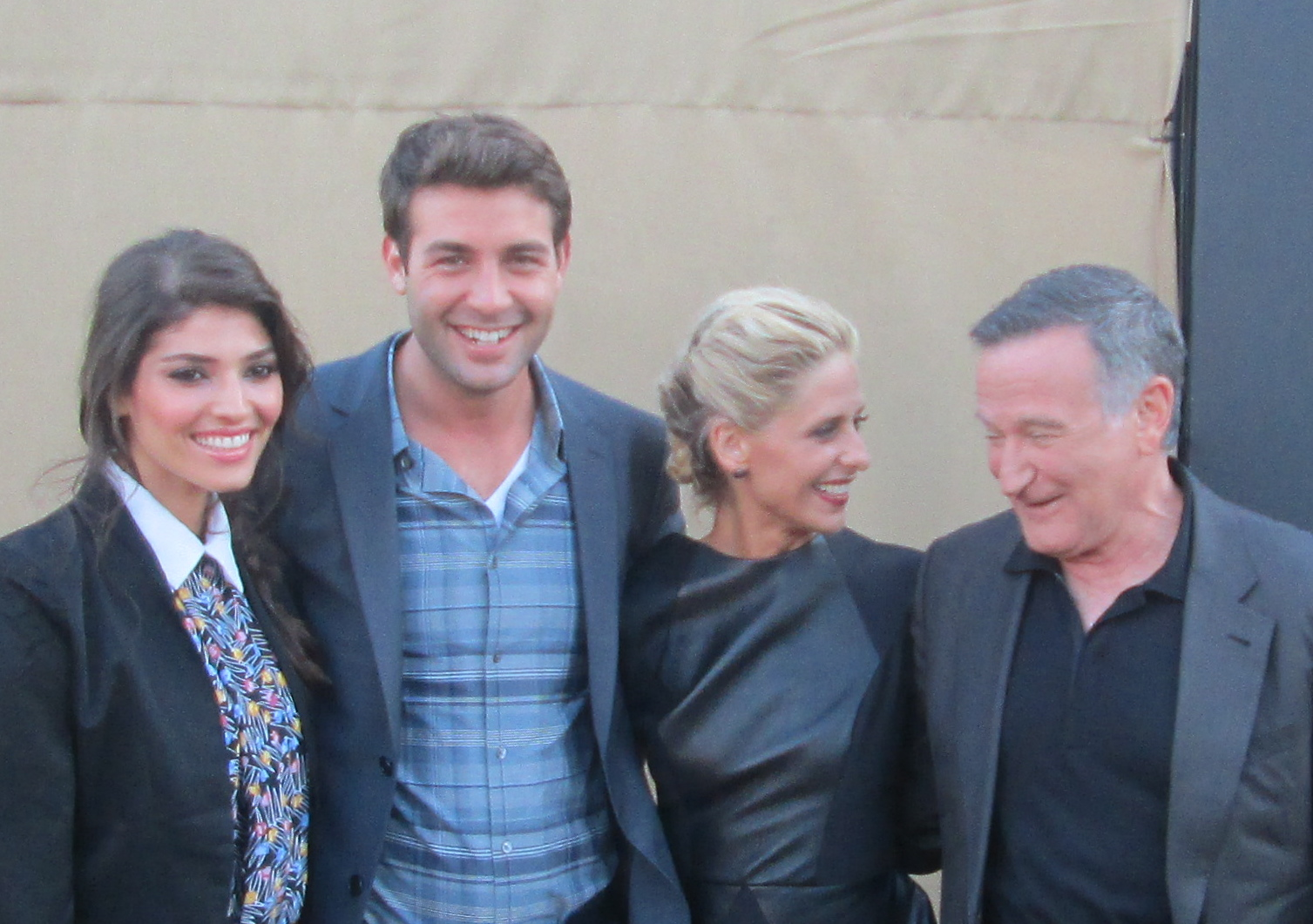
11 июля 2013 года с коллегами по телесериалу «Сумасшедшие» — Амандой Сеттон, Джеймсом Уоком и Робином Уильямсом

## Биография

### Ранние годы
Родилась 14 апреля 1977 года в Нью-Йорке. Единственная дочь в семье Розелины (девичья фамилия Гринфилд), работавшей воспитательницей детского сада, и Артура Гелларов. Оба родителя Сары евреи; но рождественскую ёлку в семье тоже наряжали. По словам Сары Мишель, она не принадлежит к какой-либо религии или конфессии. Дебютировала на телевидении в возрасте четырёх лет в рекламе Burger King. В 1984 году её родители развелись, и Сара Мишель осталась с матерью. Жила в Нью-Йорке, в Верхнем Ист-Сайде. Посещала Columbia Grammar & Preparatory School и профессиональную школу.

### Карьера
Геллар добилась наибольшей известности благодаря подростковым ролям во второй половине девяностых. Впервые она стала известна благодаря роли дочери-интриганки героини Сьюзан Луччи в мыльной опере «Все мои дети». Она выиграла дневную премию «Эмми» в категории для начинающих актёров в 1995 году и вскоре покинула шоу, по слухам, из-за конфликтов с его главной звездой Сьюзан Луччи. Вскоре она получила главную роль в подростковом сериале маленького канала The WB «Баффи — истребительница вампиров», который и стал её наивысшим достижением в карьере. В 2001 году она была номинирована на премию «Золотой глобус» за лучшую женскую роль в телевизионном сериале — драма.
В перерывах между съёмками в «Баффи — истребительница вампиров», Геллар появилась в нескольких молодёжных фильмах, среди которых были роли второго плана в триллерах «Я знаю, что вы сделали прошлым летом» и «Крик 2», вышедшие в 1997 году, и главные роли в мелодрамах 1999 года «Жестокие игры» и «Просто неотразима». В 2002 и 2004 годах снялась в роли Дафны Блейк в фильмах «Скуби-Ду» и «Скуби-Ду 2: Монстры на свободе», имевших большой коммерческий успех (фильм «Скуби-Ду» стал 15-м самым успешным фильмом во всем мире в 2002 году), однако получивших некоторые негативные отзывы критиков. Также в 2004 году Сара Мишель Геллар снялась в фильме «Проклятие», ставшим хитом проката и получившим положительные отзывы критиков. В 2011 году Геллар вернулась на телевидение, сыграв главную роль в психологическом сериале-драме «Двойник», где она также выступила продюсером. Шоу было закрыто после одного сезона из-за низких рейтингов. С 2013 года Геллар снимается в главной роли в сериале «Сумасшедшие».
Кроме киносъёмок также принимала участие в озвучке героев анимационных фильмов «Робоцып» и «Звёздные войны: Повстанцы».

## Личная жизнь

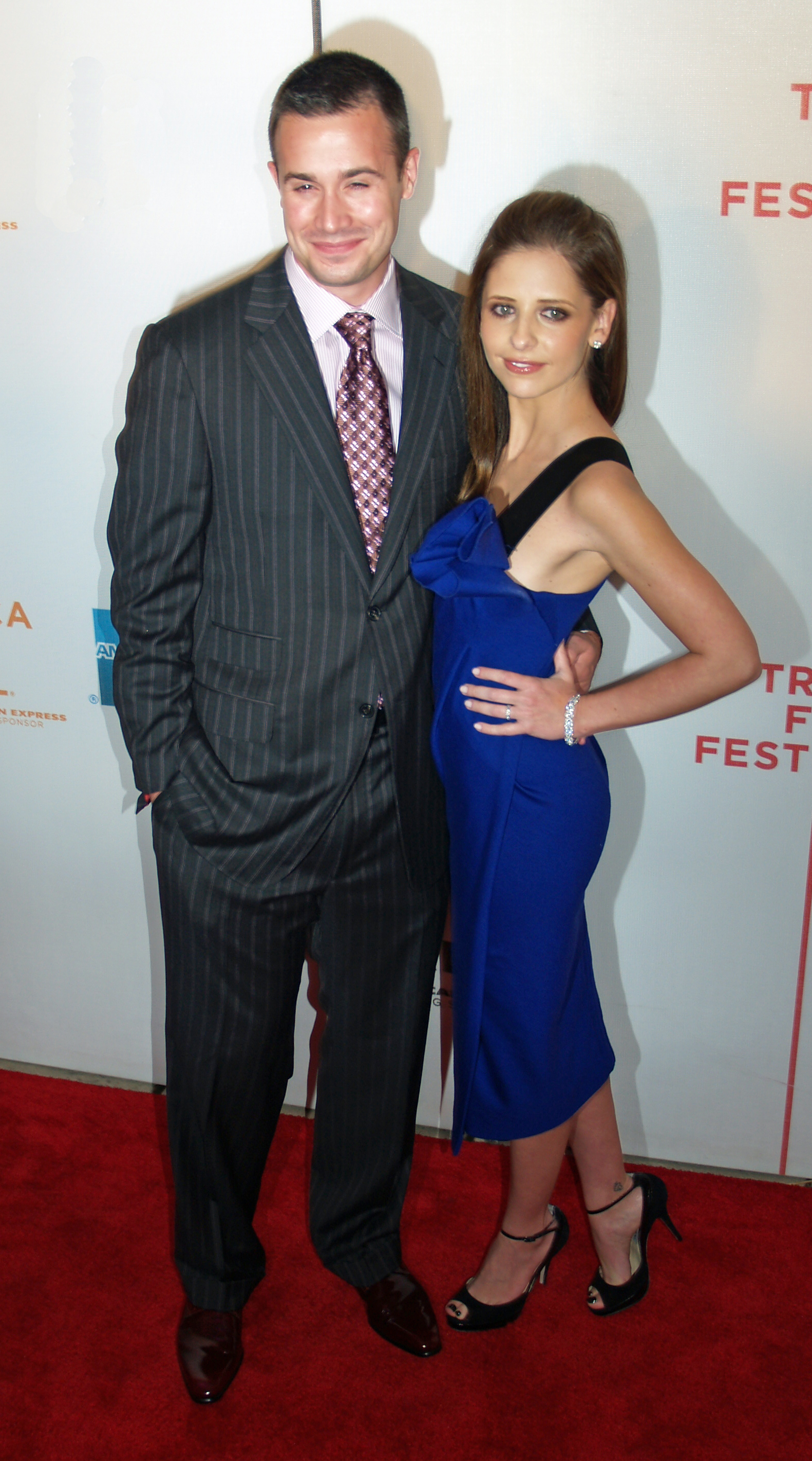
Вместе с мужем

С 1 сентября 2002 года замужем за актёром Фредди Принцем-младшим, с которым познакомилась на съёмках фильма «Я знаю, что вы сделали прошлым летом». Они встречались 2 года до их свадьбы. Также они исполнили совместные роли в фильмах «Скуби-Ду» и «Скуби-Ду 2: Монстры на свободе». У супругов есть двое детей — дочь Шарлотта Грэйс Принц (род. 19 сентября 2009) и сын Рокки Джеймс Принц (род. 20 сентября 2012).

## Фильмография

### Фильмы
| Год  | Название на русском                  | Название на английском           | Роль               | Примечания |
| ---- | ------------------------------------ | -------------------------------- | ------------------ | --- |
| 1984 | Под Бруклинским мостом               | Over the Brooklyn Bridge         | дочь Фила          | Не указана в титрах |
| 1988 | Забавная ферма                       | Funny Farm                       | студентка          | Не указана в титрах |
| 1989 | Высокие ставки                       | High Stakes                      | Карен Роуз         | |
| 1997 | Робинзоны из Беверли-Хиллз           | Beverly Hills Family Robinson    | Джейн Робинсон     | |
| 1997 | Я знаю, что вы сделали прошлым летом | I Know What You Did Last Summer  | Хелен Шиверс       | Номинация — MTV Movie Award за лучший прорыв года |
| 1997 | Крик 2                               | Scream 2                         | Кейси «Сиси» Купер | |
| 1998 | Солдатики                            | Small Soldiers                   | Гвенди Долл        | Озвучивание |
| 1999 | Это всё она                          | She’s All That                   | девушка в кафе     | Не указана в титрах |
| 1999 | Просто неотразима                    | Simply Irresistible              | Аманда Шелтон      | |
| 1999 | Жестокие игры                        | Cruel Intentions                 | Кэтрин Мёртей      | MTV Movie Award за лучшую женскую роль MTV Movie Award за лучший поцелуй Teen Choice Award лучшему кинозлодею Номинация — MTV Movie Award лучшему кинозлодею |
| 2001 | Гарвардская тусовка                  | Harvard Man                      | Синди Бандолини    | |
| 2002 | Скуби-Ду                             | Scooby Doo                       | Дафна Блэйк        | Номинация — Teen Choice Award лучшей комедийной актрисе |
| 2004 | Скуби-Ду 2: Монстры на свободе       | Scooby Doo 2: Monsters Unleashed | Дафна Блэйк        | |
| 2004 | Проклятие                            | The Grudge                       | Карен Девис        | Номинация — MTV Movie Award за лучший испуг |
| 2006 | Сказки Юга                           | Southland Tales                  | Криста Нау         | |
| 2006 | Проклятие 2                          | The Grudge 2                     | Карен Девис        | |
| 2006 | Месть                                | The Return                       | Джоанна Миллз      | |
| 2007 | Новые приключения Золушки            | Happily N’Ever After             | Элла               | Озвучивание |
| 2007 | Черепашки-ниндзя                     | TMNT                             | Эйприл О’Нил       | Озвучивание |
| 2007 | Девушка из пригорода                 | Suburban Girl                    | Бретт Эйзенберг    | Direct-to-video |
| 2008 | Воздух, которым я дышу               | The Air I Breathe                | Печаль             | |
| 2009 | Вероника решает умереть              | Veronika Decides to Die          | Вероника           | |
| 2009 | Фальшивка                            | Possession                       | Джессика           | Direct-to-video |
| 2026 | Я иду искать 2                       | Ready or Not 2: Here I Come      |                    | |

### Телевидение
| Год             | Название на русском              | Название на английском   | Роль                         | Примечания |
| --------------- | -------------------------------- | ------------------------ | ---------------------------- | --- |
| 1983            | Вторжение в личную жизнь         | An Invasion of Privacy   | Дженнифер Бианчи             | Телефильм |
| 1988            | Спенсер: в наём                  | Spenser: For Hire        | Эмили                        | 1 эпизод |
| 1988            | Арбалет                          | Crossbow                 | Сара Гидотти                 | 1 эпизод |
| 1991            | Женщина по имени Джеки           | A Woman Named Jackie     | Жаклин Бувье в юности        | Мини-сериал |
| 1992            | Лебединый перекрёсток            | Swans Crossing           | Сидни Ратледж                | Синдикационная мыльная опера, 63 эпизода Номинация — Премия «Молодой актёр» лучшей молодой актрисе в мыльной опере (1993) |
| 1993—1995, 2011 | Все мои дети                     | All My Children          | Кендалл Харт                 | Дневная мыльная опера Дневная премия «Эмми» лучшей молодой актрисе (1995) Номинация — Дневная премия «Эмми» лучшей молодой актрисе (1994) Номинация — Премия «Молодой актёр» лучшей молодой актрисе в дневной мыльной опере (1994, 1995) |
| 1997—2003       | Баффи — истребительница вампиров | Buffy the Vampire Slayer | Баффи Саммерс                | Главная роль; 144 эпизода Премия «Сатурн» лучшей телеактрисе (1999) Teen Choice Award лучшей телеактрисе (1999, 2000); лучшей актрисе в драматическом сериале (2002); лучшей телеактрисе в драме или приключенческом боевике (2003) Номинация — Премия «Сатурн» лучшей телеактрисе (1998, 2000—2004) Номинация — Премия «Молодой актёр» лучшей молодой актрисе в драматическом или комедийном сериале (1999) Номинация — Премия Ассоциации телевизионных критиков за личные достижения в драме (2001) Номинация — Премия «Золотой глобус» за лучшую женскую роль в телевизионном сериале — драма (2001) Номинация — Премия «Спутник» за лучшую женскую роль в телевизионном сериале — драма (2003) |
| 1998            | Царь горы                        | King of the Hill         | Мэри                         | Озвучивание, 1 эпизод |
| 1999—2000       | Ангел                            | Angel                    | Баффи Саммерс                | 3 эпизода |
| 2000            | Секс в большом городе            | Sex and the City         | Дебби                        | 1 эпизод |
| 2001            |                                  | God, the Devil and Bob   | актриса в шоу                | Озвучивание, 1 эпизод |
| 2004, 2012      | Симпсоны                         | The Simpsons             | Джина                        | Озвучивание, 2 эпизода |
| 2010            | Чудесная Маладья                 | The Wonderful Maladys    | Элис Маладья                 | Телефильм |
| 2005—2012       | Робоцып                          | Robot Chicken            | разные голоса                | Озвучивание, 8 эпизодов |
| 2011            | Американский папаша!             | American Dad!            | Аватар Стен                  | Озвучивание, 2 эпизода |
| 2011—2012       | Двойник                          | Ringer                   | Шиван Мартин / Бриджет Келли | 22 эпизода Номинация — Teen Choice Award лучшей телевизионной актрисе (2012) |
| 2013—2014       | Сумасшедшие                      | Crazy Ones               | Сидни Робертс                | People’s Choice Award за лучшую женскую роль в новом сериале |
| 2015—2016       | Звёздные войны: Повстанцы        | Star Wars Rebels         | Седьмая сестра (озвучка)     | |
| 2019            | Теория Большого взрыва           | The Big Bang Theory      | камео                        | 1 эпизод |
| 2023            | Волчья стая                      | Wolf Pack                | Кристин Рэмси                | Главная роль |
| 2024            | Декстер: Первородный грех        | Dexter: Original Sin     | Таня Мартин                  | Приглашённая звезда |
|                 | Иногда я лгу                     | Sometimes I Lie          | Эмбер Рэйнольдс              | Главная роль |